# Ghiacciaio del Mar d'Irlanda
Il ghiacciaio del Mare d'Irlanda era un enorme ghiacciaio che, durante la Glaciazione Devensiana, probabilmente in più di un'occasione, fluì verso sud dalla sue regioni originarie, Scozia e Irlanda, attraverso l'Isola di Man, Anglesey e Pembrokeshire.
Esso fu l'unico grande ghiacciaio chiaramente definito nel Mare d'Irlanda, e fluì a circa 700 km dalle sue zone d'origine fino al suo estremo margine meridionale. È talvolta definito “fiume di ghiaccio” in quanto sembra fosse vincolato non dalle aree libere dal ghiaccio ma dagli altopiani che erano a loro volta sepolti sotto il ghiaccio. Al tempo della sua massima estensione il ghiacciaio si estendeva fino alle coste del Somerset e della Cornovaglia, lungo le coste meridionali dell'Irlanda, arrivando anche alle Isole Scilly.

## Descrizione
Relegato attraverso un restringimento relativamente stretto nel Canale di San Giorgio il ghiaccio si estendeva dalla calotta glaciale irlandese (a ovest) alla calotta glaciale gallese (a est). A un certo punto il ghiacciaio era probabilmente non più di 80 km di larghezza.
Una volta penetrata attraverso questo restringimento, la grande lingua del ghiacciaio si estendeva lungo la zona ora occupata dal Mare Celtico e dall'accesso al Canale di Bristol. Sul versante orientale del ghiacciaio, prove di striature, depositi glaciali ed “scie erratiche”, mostrano che i confini del Ghiacciaio del Mare d'Irlanda venivano spinti verso sud dal ghiaccio che proveniva dalla calotta glaciale gallese sul Brecon Beacons; in questo modo scorreva parallelo alla costa del Galles meridionale, venendo dunque in contatto con la costa inglese intorno ai Somerset Levels, tra l'Exmoor e le Mendips.  Non si sa quanto si estendesse verso l'interno, ma ci sono depositi glaciali sparsi nel distretto di Bridgwater - Glastonbury - i quali potrebbero segnare la massima estensione del ghiacciaio verso oriente. Sul suo versante occidentale il Ghiacciaio del Mare d'Irlanda arrivava a Cork Harbour.  La massima larghezza di questa grande lingua di ghiaccio era più di 320 km.

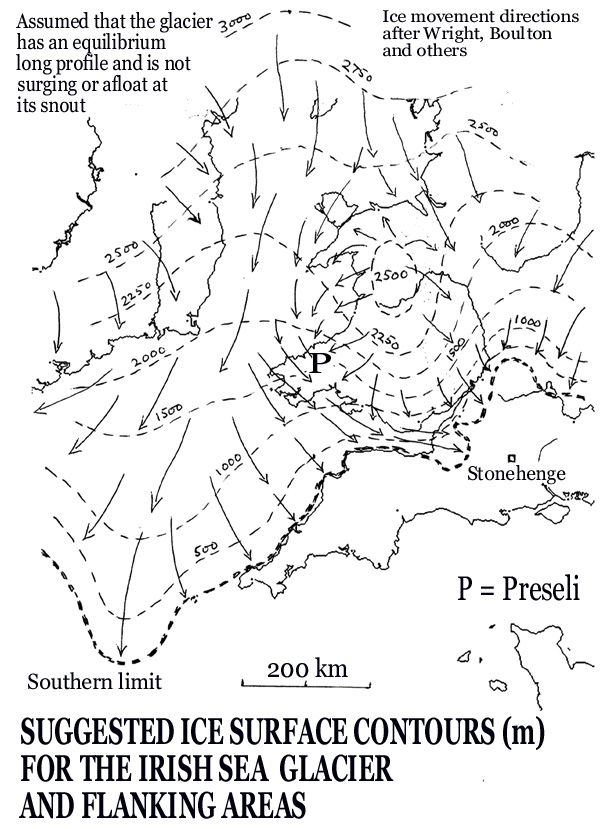
Contorni suggeriti (m) della superficie glaciale per il ghiacciaio del Mare d'Irlanda e le aree limitrofe

La datazione della glaciazione delle Isole Scilly è dibattuta nella comunità scientifica. Il Ghiacciaio del Mare d'Irlanda certamente si spingeva verso le coste settentrionali delle isole, e le prove registrate sembrano dimostrare che questo accadesse nell'ultimo massimo glaciale (LGM, Last Glacial Maximum) o nel Tardo Devensiano, un po' meno di 20 000 anni fa. Durante questo stesso episodio glaciale anche il Ghiacciaio del Mare d'Irlanda si ritirò lungo la costa meridionale irlandese fino a Cork, arrivando al suo limite esterno di circa 100 km a sud-ovest delle Isole Scilly. La ricerca suggerisce che il ghiaccio fosse ovunque poggiato a terra e non galleggiante; ciò è coerente con il l'ipotesi che il livello del mare nell'ultimo massimo glaciale fosse di circa 130 m inferiore a quello di oggi. Anche più oltre negli accessi a sud-ovest, il limite del ghiacciaio era galleggiante e in fase di sfaldamento. Una teoria propone che il ghiacciaio sia stato portato nella sua posizione più lontana da "una forte ondata lobata parzialmente propagatasi tramite le elevate pressioni interstiziali all'interno del sostrato marino deformabile", lasciando parti del Galles del Sud, il Canale di Bristol e le coste sud-occidentali dell'Inghilterra sgombre dai ghiacci.
Dato che i ghiacciai devono comportarsi in accordo con le leggi della fisica dei ghiacci, e una lunga e stretta ondata con un lungo profilo piatto sarebbe difficile da spiegare. Nelle valli lasciate dai ghiacciai, strettamente delimitate, non esiste la tundra (ora come allora) specialmente se il letto del ghiacciaio cresce andando verso sud. Il ghiaccio in queste circostanze deve quindi "fare dietrofront" e fuoriuscire dai lati.
È verosimile che quando il ghiacciaio del Mare d'Irlanda pervenne alla sua massima estensione verso sud, la sua superficie deve essere stata approssimativamente di 2000 m  nel Canale di San Giorgio, di 2250 m oltre l'Isola di Anglesey e di 2500 m oltre l'isola di Man. Ne consegue che anche le montagne del Galles e dell'Irlanda orientale devono essere state sommerse sotto una spessa coltre di ghiaccio a quel tempo. Inoltre, il canale di Bristol è molto probabile che fosse stato saturato di ghiaccio nell'ultimo massimo glaciale, come indicato nella cartina a lato.
Uno studio del 2007 suggerisce che l'area dell'"Older Drift", esterna alla morena terminale dell'Irlanda meridionale, venisse inondata dal ghiaccio irlandese durante e dopo l'ultimo massimo glaciale. Allo stesso tempo anche l'area dell'Older Drift sul lato gallese del Canale di San Giorgio (ben oltre la morena terminale del Galles meridionale) deve essere stata inondata di ghiaccio. Ma dove sono i depositi glaciali relativi a questo episodio di glaciazione? Questo è uno degli enigmi che i ricercatori hanno necessità di risolvere negli anni a venire.
Un altro enigma riguarda l'estensione alla quale il lungo profilo del ghiacciaio del Mare d'Irlanda, al tempo della sua massima estensione, si avvicinava al classico profilo di equilibrio. Lavori in situazioni analoghe a quella della Terra di Marie Byrd, nell'Antartide, suggeriscono che l'altitudine della superficie glaciale sopra le montagne dovrebbe essere di 800 m più bassa del previsto.